# 서울아현초등학교
서울아현초등학교는 대한민국 서울특별시 마포구 아현동에 있는 공립 초등학교이다.

## 학교 연혁
- 1925년 4월 2일 경기도공립사범학교 부속 보통학교 개교
- 1931년 4월 1일 아현공립보통학교로 개명
- 1938년 4월 1일 경성아현공립심상소학교로 교명 변경[1]
- 1941년 3월 31일 경성아현공립국민학교로 교명 변경[2]
- 1946년 3월 2일 서울아현국민학교로 개칭
- 1996년 3월 1일 서울아현초등학교로 교명 변경[3]
- 1998년 9월 1일 학교 본관 교사 신축 준공
- 2004년 2월 29일 학교 별관 교사 신축 준공
- 2013년 10월 15일 학교 체육시설 현대화
- 2015년 3월 2일 개별화교실·돌봄교실·현관·게시판 리모델링, 아현꿈터 개관
- 2015년 12월 18일 체육관 환경 개선(마루 교체, 벽면 도색 및 안전리브 설치)
- 2016년 10월 31일 운동장 환경 개선(마사토 교체, 스탠드 개선), 에코스쿨 조성
- 2018년 3월 1일 우리 학교 역사의 벽 '아현이 걸어온 길' 준공
- 2018년 4월 13일 급식실 시설 확장개선, 학생 식당(미담터) 설치
- 2018년 8월 31일 창의·융합형 과학실험실 환경 구축
- 2018년 11월 3일 학교 벽화조성(도서실 앞, 체육자료실 벽면, 계단)
- 2019년 1월 24일 미담터 벽면 모자이크 완공
- 2020년 3월 1일 우리가 주인인 공간(우주공간) 환경 개선 공사
- 2020년 9월 1일 제23대 심영면 교장 취임
- 2021년 2월 16일 제90회 졸업(97명, 누계 39598명)
- 2024년 9월 1일 제24대 정진아 교장 취임
- 2025년 1월21일 늘봄교실 환경 조성
- 2025년 4월 2일 개교 100주년

## 참고 자료
- 서울아현초등학교 - 한국교육학술정보원 학교알리미